# 少子黄堇
少子黄堇（学名：Corydalis megalosperma），为罂粟科紫堇属下的一个植物种。